# Монтана Джордан
Монтана Джордан (англ. Montana Jordan; нар. 8 березня 2003) - американський актор. Найвідоміший за роллю Джорджі Купера у серіалі «Юний Шелдон».

## Життя і кар'єра
Народившись у Лонгв'ю, штат Техас, Джордан виріс у Ор-Сіті, штат Техас.
У жовтні 2015 року Джордан отримав свою першу роль, будучи обраним на роль Джейдена у фільмі режисера Джоді Хілл «Спадщина мисливця на білохвостих оленів», де Джош Бролін грає його батька, а Денні МакБрайд — друга; він вийшов у березні 2018 року.
У березні 2017 року Джордан отримав роль старшого брата Шелдона Купера Джорджа «Джорджі» Купера-молодшого у приквелі до ситкому«Теорія великого вибуху» — «Юний Шелдон». Він був номінований на Найкращу роль у телевізійному серіалі – підліток другого плану на 39-й церемонії вручення премії Young Artist Awards.

## Фільмографія
| Рік       | Назва                                   | Роль                       | Примітки                       |
| --------- | --------------------------------------- | -------------------------- | ------------------------------ |
| 2017–2024 | Юний Шелдон                             | Джордж «Джорджі» Купер мл. | Головна роль                   |
| 2018      | Спадщина мисливця на білохвостого оленя | Джейден Фергюсон           |                                |
| 2018      | Теорія великого вибуху                  | Джордж «Джорджі» Купер мл. | Епізод: "The VCR Illumination" |
| 2024      | Перший шлюб Джорджі та Менді            | Джордж «Джорджі» Купер мл. | Головна роль                   |

## Нагороди та номінації
| Рік  | Нагорода            | Категорія                                                      | Номінант    | Результат   |
| ---- | ------------------- | -------------------------------------------------------------- | ----------- | ----------- |
| 2017 | Young Artist Awards | Найкраща роль у телевізійному серіалі – підліток другого плану | Юний Шелдон | Номінований |